# Boussières-en-Cambrésis
Boussières-en-Cambrésis és un municipi francès, situat a la regió dels Alts de França, al departament del Nord. L'any 2006 tenia 407 habitants. Limita al nord amb Avesnes-les-Aubert, al nord-est amb Saint-Hilaire-lez-Cambrai, a l'est amb Bévillers, al sud amb Beauvois-en-Cambrésis i a l'oest amb Carnières.

## Demografia
| 1962                                       | 1968 | 1975 | 1982 | 1990 | 1999 | 2006 |
| ------------------------------------------ | ---- | ---- | ---- | ---- | ---- | ---- |
| 478                                        | 502  | 439  | 462  | 458  | 434  | 407  |
| Des de 1962: població sense dobles comptes |      |      |      |      |      |      |

## Administració
| Període   | Identitat       | Partit |
| --------- | --------------- | ------ |
| 2001-2008 | Jacques Davoine |        |
| 2008-     | Gérard Lenoble  |        |